# Dương Mỹ Linh
Dương Mỹ Linh (sinh 29/7/1984) tên đầy đủ là Dương Thị Mỹ Linh là Hoa hậu phụ nữ Việt Nam qua ảnh 2006.

## Tiểu sử
Dương Mỹ Linh sinh ra tại Bến Tre. Sau khi tốt nghiệp Trường THPT huyện Ba Tri (Bến Tre), cô đã lên TP.HCM phụ bán quần áo trẻ em và thú nhồi bông cho một người bà con ở Quận 5 (TP. HCM). Giữa năm 2006, Linh đã đăng ký học một khóa 2 tháng lớp người mẫu và tham gia các chương trình trình diễn thời trang. Từ năm 2005, Linh đầu quân cho Công ty đào tạo người mẫu Professional Look với công việc là diễn thời trang, lễ tân hội nghị. Đẹp Fashion Show (9-2006) là chương trình lớn đầu tiên Linh tham gia.
Tại cuộc thi Hoa hậu phụ nữ Việt Nam qua ảnh năm 2006 do Báo Phụ nữ VN – Tạp chí Thế giới Phụ nữ tổ chức, Dương Mỹ Linh mang Số báo danh (SBD) 690, cao 1,72m, số đo 84-59-90 là người mẫu ở TP HCM đạt ngôi hoa hậu. Cô cũng đoạt giải Thí sinh được khán giả bình chọn nhiều nhất cuộc thi.
Sau này, Dương Mỹ Linh còn tham gia đóng một số phim như Anh và em, Vũ khí sắc đẹp, Người mẫu, Mỹ nhân Sài Thành, Khát vọng xanh...
Ngoài công việc làm người mẫu, cô còn là chủ của một nông trại ở Long Khánh, Đồng Nai.
Cho tới 2014, Dương Mỹ Linh từng có tin có quan hệ tình cảm với: ca sĩ Quốc Thiên